# 久保敏昭 (実業家)
久保 敏昭（くぼ としあき、1955年1月14日 - ）は、日本の実業家。ビッグボーイジャパン代表取締役社長や、ココスジャパン代表取締役社長を務めた。

## 人物
1978年関東学院大学文学部卒業。1982年ろびんふっど（現ココスジャパン）に入社。2001年取締役営業本部本部長。2002年ビッグボーイジャパン取締役営業本部長。2003年ビッグボーイジャパン代表取締役社長。2006年ココスジャパン代表取締役社長。